# 日本映画 (映画会社)
日本映画株式会社（にほんえいが、1933年 設立 - 1934年 倒産）は、かつて存在した日本の映画会社である。東活映画社を母体とし、東京・調布に撮影所を建設したが、企業自体は短命に終わった。
日本映画社と表記されることもあるが、ニュースフィルム製作の「日本映画社」とは別法人である。

## 略歴・概要
1932年（昭和7年）、京都の等持院撮影所で映画を量産していた「東活」が、東京地区に撮影所を新設しようと本多嘉一郎を派遣、北多摩郡調布町大字布田小島分（現在の東京都調布市多摩川6-1-1、角川大映撮影所）に白羽の矢を立てたが、まもなく「東活」は解散、京都の撮影所は競売に付された。
解散した「東活」を母体に、同社の社長中山貞雄が京王電気軌道（現在の京王電鉄）と提携し、1933年（昭和8年）に設立されたのがこの日本映画株式会社である。ひきつづき「日本映画多摩川撮影所」として建設した。当時のレジャーランド「京王閣」、および「多摩川原駅」（現在の京王多摩川駅）が至近の好立地であった。
1934年（昭和9年）、同社は倒産、建設した撮影所は日活が買収し、「日活多摩川撮影所」となったが、第二次世界大戦時の統制で1942年、合併して「大映多摩川撮影所」となった。戦後、本多は1962年7月の選挙で当選し、第4代調布市長となった。

## フィルモグラフィ
- 『浅草三重奏』（1933年3月8日公開、監督：麻生喬）
- 『旅合羽だんだら染』（1933年3月8日公開、監督：志波西果）
- 『上海から来た女』（1933年公開、監督：中村能二）

## 註
1. ↑  「財団法人調布市文化・コミュニティ振興財団」公式サイトの「映画のまち調布」の記述を参照。
2. ↑  『カメラマンの映画史 碧川道夫の歩んだ道』、山口猛、社会思想社、1987年 ISBN 4390602977、p.265.